# VEEN
VEEN es una marca finlandesa de agua embotellada, el proceso de embotellamiento se realiza en Konisaajo, provincia de la laponia finlandesa, Finlandia. Fue establecida en diciembre de 2006, el nombre de la marca proviene de "Veen Emonen" (Madre del agua), la cual es señalada en el poema épico Kalevala.
VEEN es producida y comercializada por VEEN Waters Finland Oy Ltd, una empresa privada cuya sede se encuentra en Ylitornio, Finlandia. Las personas claves de la compañía son Tomi Grönfors (Director de Gerencia), Mikko Nikkilä (Director de Mercadeo y Ventas) y Ville Hvitfelt (Director de Operaciones). A nivel mundial VEEN se comercializa para su uso en la hostelería.
Está disponible en botellas de 0,33 l y 0.66L/0.69L en botellas de vidrio y en ediciones con y sin gas. Ha ganado premios por su sabor y el diseño de esta.
En junio de 2009, se anunció que VEEN había sido seleccionada para ser el agua de los grandes almacenes Harrods.

## VEEN Art y Filantropía
VEEN tiene también un concepto de «marketing» llamado VEEN Art. El concepto incorpora obras de arte realizadas por artistas profesionales que son vendidas para causas filantrópicas. El primer evento de este tipo, fue realizado en el 2008 entre los meses de mayo y agosto en el hotel Klaus K en Helsinki. Las ganancias fueron donadas para el bienestar de los niños.
En agosto de 2009, VEEN y Harrods lanzaron una nueva campaña de VEEN Art con Kaj Stenvall. Todos los fondos recaudados y la pintura de Kaj Stenvall llamada VEEN Art fueron donados al Hospital de Londres de la calle Ormond para niños (London's Great Ormond Street Hospital for Children) el 1 de octubre de 2009.